# Jack Lescoulie
Jack Lescoulie (17 de noviembre de 1912 — 22 de julio de 1987) fue un presentador y locutor de radio y televisión de nacionalidad estadounidense, conocido principalmente por su trabajo en el programa de la NBC Today en las décadas de 1950 y 1960. 

## Primeros años
Nacido en Sacramento (California), sus padres eran artistas de vodevil, género en el que trabajaban junto a sus hijos. Por ello, la primera actuación pública de Lescoulie tuvo lugar a los siete años de edad. 
Su primer trabajo para los medios de comunicación tuvo lugar en la emisora KYPA de Los Ángeles, estudiando todavía en la high school. El joven Lescoulie ayudaba a las tareas de la emisora radiofónica para dar noticias del terremoto de Long Beach (California) de 1933. 

## Radio
Para la radio, bajo el nombre de "Grouchmaster" trabajó en The Grouch Club (1938–40), un programa en el cual la gente expresaba sus quejas sobre cualquier tema, creado por la futura leyenda de la televisión Nat Hiken, padre de The Phil Silvers Show y Car 54, Where Are You?. En los años cuarenta fue compañero matinal de Gene Rayburn en la emisora de radio de Nueva York WNEW (actual WBBR), antes de que su papel en el equipo pasara a Dee Finch. Los historiadores de la radio aseguran que los emparejamientos de Rayburn con Lescoulie y con Finch fueron los primeros dúos masculinos de las mañanas radiofónicas.
Durante la Segunda Guerra Mundial, Lescoulie fue corresponsal de guerra, volando en aviones de la Fuerza Aérea en misiones de bombardeo sobre Italia.
En el otoño de 1947 Lescoulie pasó a ser el "locutor radiofónico de toda la noche" en la emisora de Nueva York perteneciente al Mutual Broadcasting System WOR (AM). El 12 de abril de 1948 interpretó a un misterioso locutor de noticias en "Twelve to Five," un drama fantástico del show Quiet, Please en el cual se recreaba un programa radiofónico que emitía durante toda la noche. La representación fue tan veraz, que algunos oyentes llamaban para hacer preguntas al presunto show. Más adelante, el 4 de junio de 1949, volvió a Quiet Please para participar en la historia de horror "Tanglefoot."

## Televisión
En televisión, Lescoulie presentó uno de los primeros concursos televisivos, Fun and Fortune (1949), y fue locutor del programa de Jackie Gleason The Jackie Gleason Show (1949–52), además de ser el locutor original de The Honeymooners (1955-56). Mediada la década de 1960 siguió colaborando como locutor para Gleason, hasta que éste empezó a trabajar exclusivamente con Johnny Olson.
Durante su largo período en Today (1952–67), Lescoulie fue un versátil miembro del reparto, y su deber iba desde anunciar el show, dirigir entrevistas, dar noticias deportivas, charlar con el público fuera del estudio y actuar como contraste frente a las diabluras de Dave Garroway."
Lescoulie participó en números como una escena tomada de la obra de George Bernard Shaw César y Cleopatra, interpretada con Jayne Mansfield. En un número en abril de 1963, Buster Keaton le tiraba un pastel a la cara. A menudo Lescoulie participaba como compañero de Garroway en visitas de Today al extranjero. Así, los dos hicieron un viaje a París en 1959 y otro a Roma en 1960. Fue durante ese último que Lescoulie tuvo una inmersión "accidental" en la Fontana de Trevi en frente de los sorprendidos transeúntes.
Lescoulie fue durante un breve período de seis meses de 1957 presentador de The Tonight Show. Tras la marcha de Steve Allen de Tonight en enero, la NBC renombró el programa como Tonight! America After Dark y lo transformó en un programa de noticias y entrevistas que tomaba como modelo Today. Lescoulie, y después Al "Jazzbo" Collins, fueron sus presentadores. Lescoulie intervino en el show desde el 28 de enero al 21 de junio de 1957.
Durante un tiempo a partir de 1958, Today cesó las retransmisiones en directo y emitió material grabado la tarde anterior. Cuando Garroway dejó el show en el verano de 1961, la NBC anunció que Today reanudaría sus emisiones en directo el 17 de julio. Inmediatamente Lescoulie renunció a su puesto afirmando que no podía afrontar ese horario."
Lescoulie pasó a presentar el programa educacional infantil de la NBC 1, 2, 3 Go!, el cual se canceló el 20 de mayo de 1962. Tras ello, ese verano volvió de nuevo a Today, permaneciendo en el programa otros cinco años.
Lescoulie dejó definitivamente el show en 1967, siendo sustituido por Joe Garagiola, Sr., Willard Scott y Al Roker.

## Cine
Entre 1938 y 1950 Lescoulie hizo varios papeles cinematográficos, casi todos ellos sin créditos, aunque usó el nombre de Joe Hartman cuando actuó en el drama aeronáutico Emergency Landing (1941). 
Lescoulie también hizo trabajos como actor de voz en dos cortos de dibujos de Warner Brothers: "Daffy Duck and the Dinosaur," una producción de 1939 dirigida por Chuck Jones en la cual Lescoulie daba voz a Caspar Caveman; y "Malibu Beach Party," un corto de 1940 dirigido por Friz Freleng en el cual Lescoulie imitaba al humorista radiofónico Jack Benny.
Jack Lesoulie falleció en 1987 en Memphis, Tennessee. Fue enterrado en el Cementerio Saint Marys de Greenwich (Connecticut).
A Lesoulie se le concedió una estrella en el Paseo de la Fama de Hollywood, en el 6500 de Hollywood Boulevard, por su actividad televisiva.